# Tiberio Minucio Augurino
Tiberio Minucio Augurino  (m. 305 a. C.) fue un político y militar romano del siglo IV a. C. perteneciente a la gens Minucia. Obtuvo el consulado en el año 305 a. C., penúltimo de la segunda guerra samnita, durante el que recibió una herida mortal en batalla. Fue sustituido por Marco Fulvio Curvo Petino.